# Marie-Catherine Huot
Pour les articles homonymes, voir Huot.
Sœur Sainte-Madeleine
Marie-Catherine Huot, connue comme sœur Sainte-Madeleine en religion, née le 30 avril 1791 à L'Ange-Gardien et décédée le 7 janvier 1869 à Montréal, est une religieuse et une administratrice de la Congrégation de Notre-Dame de Montréal. Elle occupe le poste de supérieure de la communauté à trois reprises : entre 1828 et 1840, entre 1843 et 1849, puis de 1855 à 1861. Durant ses années en tant qu'administratrice, la Congrégation prend de l'expansion et diversifie ses activités d'enseignement sur fond d'événements sociopolitiques marquants, tels que l'érection canonique du diocèse de Montréal, la Rébellion des Patriotes, l'adoption de l'Acte d'Union et la nomination d'Ignace Bourget en tant qu'évêque de Montréal. 

## Biographie

### Jeunesse
Marie-Catherine Huot naît à L'Ange-Gardien, le 30 avril 1791. Elle est la fille de Jacques Huot, agriculteur local, et de Catherine Plante. La quatrième de cinq enfants, elle est éduquée par sa mère, qui lui transmet ses souvenirs du couvent de la Congrégation de Notre-Dame de Sainte-Famille-de-l'Île-d'Orléans. À l'âge de quinze ans, ayant manifesté le désir de se joindre à cette Congrégation, Marie-Catherine se rend au même couvent pour déterminer si la vie religieuse lui convient. Elle y étudie six mois, puis entre au noviciat de la Congrégation le 11 mai 1807, à Montréal,.

### Novice et religieuse
Vers 1808, encore novice, Marie-Catherine Huot est envoyée à Saint-Laurent pour soutenir les religieuses qui y sont en poste. Elle prononce ses vœux le 28 septembre 1809, prenant le nom de sœur Sainte-Madeleine. Pendant les huit années suivantes, elle est successivement en poste à Saint-Denis-sur-Richelieu (février 1812), à Québec (février 1814), puis à Rivière-Ouelle (juillet 1815), jusqu'à ce qu'une santé fragile pousse son retour à Montréal en 1820. Le 28 juin 1822, sœur Sainte-Madeleine prend en charge l'éducation des novices de la Congrégation, une responsabilité d'importance qu'elle assume jusqu'en 1828,. 

### Supérieure (1828-1861)
Le 28 juin 1828, sœur Sainte-Madeleine est élue supérieure de la Congrégation de Notre-Dame. Pendant son premier mandat à la tête de la Congrégation, le Bas-Canada connaît de profonds changements dans les domaines éducatifs, politiques et religieux.   
Entre 1801 et 1829, trois lois scolaires sont mises en œuvre pour tenter de mettre en place un système d'éducation plus formel dans la colonie. Les deux premières ont un impact réduit, alors que la troisième, la loi sur les écoles de syndics (1829-1836), mène à la création d'environ 1500 écoles en 7 ans. Dans ce contexte de grande expansion de l'offre scolaire, la Congrégation de Notre-Dame, sous la gouverne de sœur Sainte-Madeleine, s'implique dans l'ouverture de plusieurs écoles à Montréal et diversifie les matières qu'elle enseigne. En 1833, des sœurs commencent à enseigner dans deux nouvelles écoles financées par les sulpiciens au sein des faubourgs Sainte-Marie et Saint-Laurent. L'année suivante, sœur Sainte-Madeleine obtient la permission requise auprès de l'évêque de Québec pour organiser des cours de musique au pensionnat de Montréal. Dans les années qui suivent, les prospectus de la Congrégation incluent « [...] l'étude des langues Française et Anglaise, la Grammaire, l'Écriture, l'Arithmétique, la Rhétorique et la Littérature, l'Histoire ancienne et moderne, la Mythologie, la Chronologie, la Philosophie Naturelle, la Chimie, la Botanique, la Géologie, etc » ainsi que la couture, l'économie domestique, le dessin et la peinture, en plus de plusieurs formes de disciplines musicales.            
Après de nombreuses années de négociations entre le clergé de Montréal, celui de Québec, le gouvernement britannique et les autorités religieuses de Rome, l'érection canonique du diocèse de Montréal, en 1836, marque le début d'une période d'indépendance accrue pour l'Église vis-à-vis des autorités civiles au Canada. Les autorités cléricales catholiques perçoivent le protestantisme comme une menace et sont préoccupées par les « influences laïcisantes » de l'époque, entre autres en ce qui a trait au système d'éducation. Alors que le Bas-Canada traverse l'instabilité politique de la Rébellion des Patriotes, puis l'adoption et les répercussions du rapport Durham et de l'Acte d'Union, la Congrégation de Notre-Dame continue de veiller à l'ouverture et à la tenue d'écoles gratuites dans les faubourgs de Montréal. Trois d'entre elles sont fondées dans les dernières années du premier mandat de sœur Sainte-Madeleine en tant que supérieure : Saint-Antoine et Saint-Joseph en 1836, suivies en 1838 par Notre-Dame-de-Bonsecours,.              
Entre 1840 et 1843, sœur Sainte-Madeleine assume la responsabilité de conseillère et commence la tenue d'un journal de la communauté. Elle entame ensuite un deuxième mandat en tant que supérieure qui perdure jusqu'en 1849.   

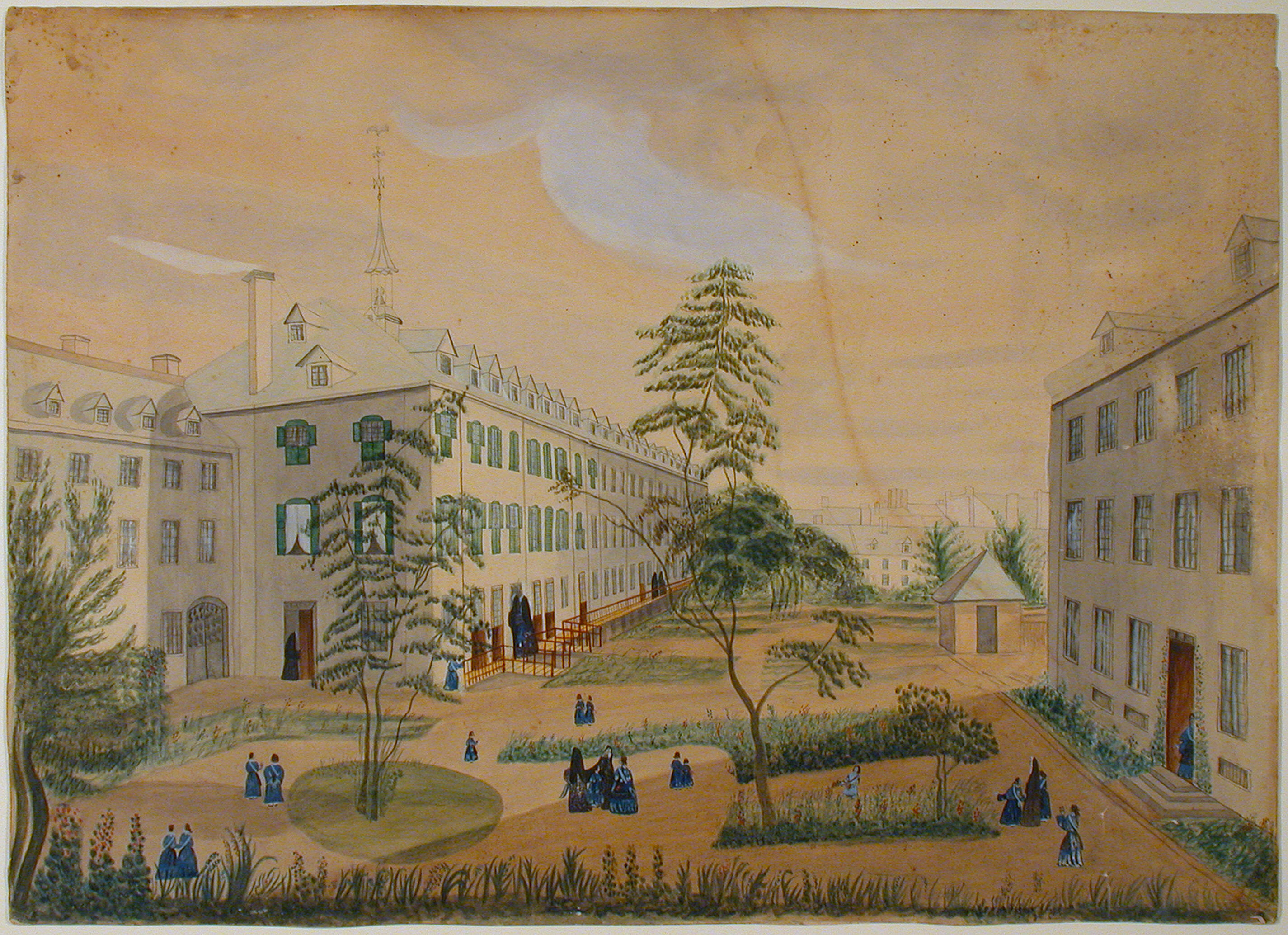
Maison mère de la Congrégation de Notre-Dame vers 1860.

Ce mandat sera marqué par un important changement dans les règles qui gouvernent la Congrégation. En 1843, Ignace Bourget, alors évêque de Montréal, les modifie à la suite d'une visite pendant laquelle il s'entretient avec les administratrices. Il supprime notamment une restriction qui limitait le nombre de religieuses faisant partie de la communauté à 80, ce qui laisse le champ libre à son développement. Dans un contexte où la direction du système scolaire devient de plus en plus définie par la confession religieuse au Bas-Canada, Bourget « [compte] beaucoup sur la collaboration des Frères des Écoles chrétiennes et des Sœurs de la Congrégation pour organiser les écoles primaires. »  En 1869, année de la mort de sœur Sainte-Madeleine, la Congrégation totalisait 459 sœurs, plus de cinq fois ce qu'elle en comptait lors de son entrée en poste en 1828. Cette hausse des effectifs est aussi accompagnée de l'ouverture de neuf pensionnats à l'extérieur de Montréal entre 1841 et 1849 et de l'établissement de nombreuses missions au Québec, dans les Maritimes, aux États-Unis et en Ontario dans les années 1840, 1850 et 1860.     
La croissance rapide de la Congrégation sous la direction de sœur Sainte-Madeleine est manifeste dans les rares statistiques parues à l'époque sur le nombre d'élèves de la Congrégation. Jean-Baptiste Meilleur indique dans son Mémorial de l'éducation du Bas-Canada que ce nombre passe de 5606 en 1853 à 8440 en 1860.     
Après son dernier mandat à la tête de la communauté (1855-1861), sœur Sainte-Madeleine demeure conseillère au moins jusqu'à  1864. Elle décède à Montréal, le 7 janvier 1869.